# Untereggen
Untereggen je obec na východě Švýcarska v kantonu St. Gallen. Žije zde přibližně 1 100 obyvatel.

## Geografie
Obec Untereggen leží mezi městem St. Gallen a Bodamským jezerem. S rozlohou přibližně 7 km² a délkou hranic 14,35 km patří Untereggen ke středně velkým obcím ve volebním obvodu Rorschach. Untereggen je jednou z vnitrozemských obcí St. Gallenu: Území obce se nedotýká hranic jiného kantonu ani Švýcarska. Na východě, kde přirozené hranice určují pohoří Wittobel a Buchberg, hraničí Untereggen s Rorschacherbergem. Na jihu je území obce Untereggen přirozeně ohraničeno smíšeným lesem. Hranice mezi obcemi Untereggen a Eggersriet probíhá severně od Hügelkrete. V místě, kde hranice dosahuje okraje lesa Rütiholz, se nachází nejvyšší bod obce ve výšce přibližně 880 m n. m. Na severozápadě tvoří řeka Goldach přirozenou hranici s obcemi St. Gallen a Mörschwil. Na okraji lesa Ranteswald, kde je naměřen nejnižší bod obce Untereggen ve výšce přibližně 460 m n. m., začíná severně od usedlostí Unteregger Höfe společná hranice s Goldachem.

## Historie

Letecký pohled na zámek Sulzberg (1969)

Oblast Untereggenu je starým kulturním centrem. Skutečnost, že první most svatého Martina byl přes Goldach postaven již v 9. století, naznačuje, že mezi klášterními statky v oblasti Rorschachu a opatstvím St. Gallen musel být v té době čilý ruch. V souvislosti s tímto dopravním spojením mezi Bodamským jezerem a klášterem se pravděpodobně rozvíjely statky. Nejstarší doklad pochází z roku 908 a zmiňuje se o Vorderhofu, který se tehdy ještě nazýval Eppenwiler.
Ve druhé polovině 15. století přešla soudní práva nad oblastí Untereggen na opatství St. Gallen. V roce 1560 získala obec Untereggen od St. Gallenu obecní práva. V roce 1701 se velká část Untereggenu oddělila od farnosti Goldach a od té doby tvoří vlastní farnost. V roce 1803 se Untereggen, Eggersriet a Grub spojily v politickou obec, z níž se Untereggen v roce 1827 vyčlenil jako samostatná obec.
Ve struktuře osídlení se odráží také skutečnost, že Untereggen byl dlouhou dobu přiřazen k různým soudům a farnostem a teprve později se stal politicky samostatnou obcí. Kromě Vorderhofu, který je hlavním sídlem a kde se nachází kostel a škola, se vyvinula další poměrně silná centra osídlení v Mittlerhofu a Hinterhofu. Dále se zde nacházejí četné samoty a jednotlivé zemědělské usedlosti, které výrazně charakterizují krajinu.
V polovině 20. století došlo k výraznému rozšíření infrastruktury. Byla zpevněna hlavní silnice, vodovod byl modernizován na moderní úroveň a průběžně se zlepšovalo zásobování elektrickou energií.

## Obyvatelstvo

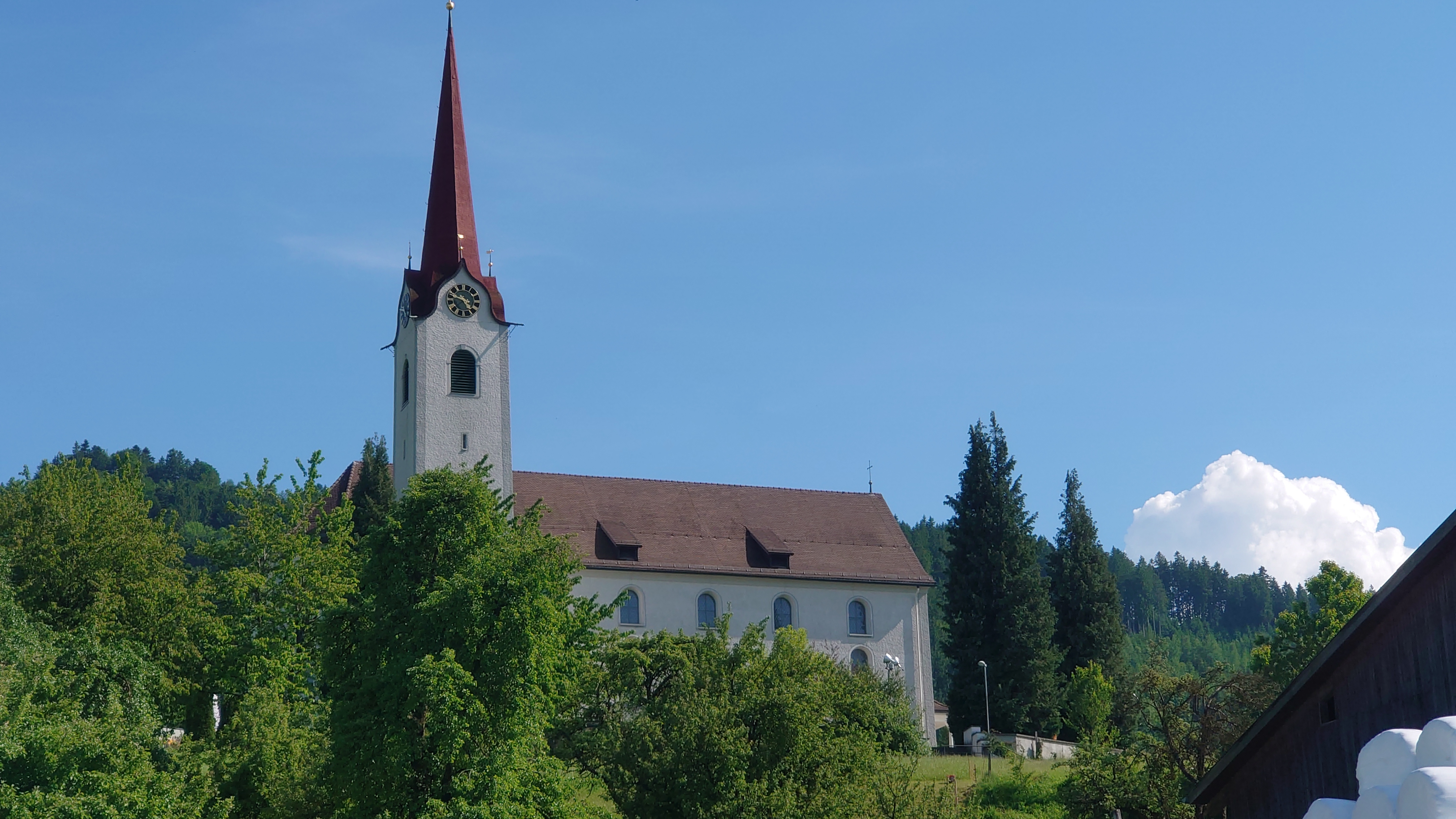
Kostel

| Vývoj počtu obyvatel | Vývoj počtu obyvatel | Vývoj počtu obyvatel | Vývoj počtu obyvatel | Vývoj počtu obyvatel | Vývoj počtu obyvatel | Vývoj počtu obyvatel | Vývoj počtu obyvatel | Vývoj počtu obyvatel | Vývoj počtu obyvatel |
| -------------------- | -------------------- | -------------------- | -------------------- | -------------------- | -------------------- | -------------------- | -------------------- | -------------------- | -------------------- |
| Rok                  | 1701                 | 1831                 | 1850                 | 1900                 | 1950                 | 2000                 | 2010                 | 2015                 | 2019                 |
| Počet obyvatel       | 480                  | 815                  | 754                  | 712                  | 701                  | 897                  | 1002                 | 1045                 | 1046                 |

## Hospodářství
V letech 1844–1845 Untereggen investoval velké prostředky do výstavby nové silnice Martinstobel–Goldach. V 19. století doplňovala zemědělství drobná řemesla, provozovaná přímo v domácnostech, tři malé textilní továrny v obci a textilní továrny v regionu. Po roce 1945 došlo k útlumu obchodu a služeb, po němž od roku 1970 nastalo oživení bytové výstavby. Víceúčelová budova byla postavena v roce 1985. Na počátku 21. století byl Untereggen venkovskou rezidenční obcí.